# Балакін Олександр Миколайович
Олександр Миколайович Балакін (нар. 10 липня 1950) — український футбольний арбітр.
1982 року розпочав арбітраж поєдинків чемпіонату СРСР. Як лайсмен провів у вищій лізі 27 поєдинків за сім сезонів. Виходив на поле як головний рефері у двох матчах Кубка Федерації футболу СРСР. В обох випадках одним із суперників були гравці київського «Динамо». У розіграші 1986 року вони поступилися донецькому «Шахтарю», а через три роки — харківському «Металісту». З 30 червня 1990 року — суддя всесоюзної категорії.
Протягом п'яти сезонів обслуговував матчі чемпіонату України. 17 березня 1992 року дебютував як головний арбітр у турнірі команд першої ліги. У тому матчі очаківська «Артанія» з мінімальним рахунком перемогла «Шахтар-2» (Донецьк). Всього провів у першій та другій лізі 34 матчі. Як боковий суддя обслуговував матчі вищої ліги.
З 1995 по 2002 рік очолював комітет арбітрів при Федерації футболу м. Києва.
Представник відомої спортивної родини. Його батько Микола Миколайович і дядько Володимир Миколайович у 30-40 роках виступали за київські клуби «Локомотив» і «Динамо». Старший брат Ігор захищав кольори київського «Динамо», вінницького «Локомотива» та інших команд. Син Микола — арбітр ФІФА (з грудня 2016 року).